# Megalomania
Megalomania — третий студийный альбом датско-норвежской поп-группы Aqua. Релиз состоялся 30 сентября 2011 года, 3 октября альбом вышел в цифровом виде. Альбом выпущен спустя 11 лет после релиза предыдущего альбома группы — Aquarius (2000). По версии МФПФ альбому был присвоен статус золотого, продажи в Дании составили более 10.000 копий.
Из-за существенного изменения стиля альбома по сравнению с предыдущими, отзывы музыкальных критиков были разные. Альбом, в отличие от предыдущих, не получил большой коммерческий успех и не пользовался особой популярностью в зарубежных чартах, кроме как в самой Дании.

## Предыстория
26 октября 2007 года группа объявила о возобновлении своих выступлений после распада в 2001 году. Летом 2008 года группа дала восемь концертов в восьми городах Дании в рамках музыкального фестиваля «Grøn Koncert». 25 мая 2009 года группа выпустила первый после объединения сингл «Back to the 80s», который впоследствии попал в сборник лучших песен группы. Сборник вышел 15 июня 2009 года под названием Greatest Hits. В сборник также вошли три новые песни. В феврале 2010 года группа начала работу над новым, третьим студийным альбомом в Таиланде. В этом году вместо гастролей группа сосредоточилась на работе над альбомом, с желанием создать «лучший поп-альбом в мире». В течение 18 месяцев группа написала более 100 песен, работа над альбомом завершилась 7 июля 2011 года. Группа изначально была намерена выпустить альбом 14 июля, но дату релиза пришлось перенести на 5 сентября, ссылаясь на «трудный период» в лейбле. В итоге, 22 августа группа объявила, что релиз состоится 3 октября.

## Музыка и текст
Альбом был написан в жанрах электропоп и данс-поп, что сильно отличило его от предыдущих альбомов, для которых были характерны жанры бабблгам-поп и евродэнс. Участник группы Рене Диф охарактеризовал альбом как «более жёсткий, агрессивный и танцевальный». В треках «Like A Robot» и «Sucker For A Superstar» было неоднократно использовано слово «Fuck». По признанию Дифа, группа не была обеспокоена этим моментом.

## Критика
| Оценки критиков | Оценки критиков |
| Источник        | Оценка          |
| --------------- | --------------- |
| Allmusic        | [ 7 ]           |
| B.T.            | [ 8 ]           |
| Ekstra Bladet   | [ 9 ]           |
| Gaffa           | [ 10 ]          |
| Jyllands-Posten | [ 11 ]          |
| Soundvenue      | [ 12 ]          |
| Politiken       | [ 12 ]          |

В отличие от предыдущих альбомов, отзывы об альбоме существенно разнились. Особое внимание критики уделяли смене стиля, к переходу в более «зрелый и взрослый» стиль. Музыкальный критик Джон О’Браен из Allmusic оценил альбом в две с половиной звезды из пяти возможных и отметил, что не услышал в записи характерный для группы «лёгкий, кристальный, мультяшный оттенок». Также он отметил, что используя нецензурные слова и типичное электро-звучание в надежде на «зрелый стиль», группа утратила свой оригинальный стиль и приблизилась к «шаблонному звучанию».

## Коммерческое состояние
7 октября 2011 года альбом дебютировал в датском чарте с шестой строчки. К тому моменту было продано 1615 копий. На следующей неделе альбом поднялся на вторую строчку с объёмом продаж в 2282 копии. 17 октября объём продаж достиг отметки 10 000 копий, Международная федерация производителей фонограмм присвоила альбому статус золотого. На третьей неделе альбом потерял позиции и оказался на двенадцатой строчке с продажей всего 751 копию. На седьмой неделе альбом выбыл из чарта.

## Список композиций[18]
| №   | Название                                           | Длительность |
| --- | -------------------------------------------------- | ------------ |
| 1.  | «Playmate To Jesus»                                | 4:48         |
| 2.  | «Dirty Little Pop Song»                            | 3:51         |
| 3.  | «Kill Myself»                                      | 3:31         |
| 4.  | «Like A Robot»                                     | 3:39         |
| 5.  | «Viva Las Vegas»                                   | 3:24         |
| 6.  | «No Party Patrol»                                  | 3:22         |
| 7.  | «Come N' Get It»                                   | 3:27         |
| 8.  | «Sucker For A Superstar»                           | 3:20         |
| 9.  | «Be My Saviour Tonight»                            | 3:17         |
| 10. | «How R U Doin?»                                    | 3:23         |
| 11. | «If The World Didn't Suck (We Would All Fall Off)» | 3:21         |

### Чарты
| Чарт (2011)         | Место |
| ------------------- | ----- |
| Danish Albums Chart | 64    |

## Синглы
How R U Doin? — релиз состоялся 14 марта 2011. Трек занимал 4 позицию в первую неделю на Датском хит-параде синглов.